# Pompeia
Pompéia es un municipio brasilero del estado de São Paulo. Se localiza a una latitud 22º06'31" sur y a una longitud 50º10'18" oeste, estando a una altitud de 597 metros. Su población estimada en 2004 era de 18.651 habitantes.

## Historia
Las primeras expediciones comenzaron a desmontar el área en 1852, cuando Juán Antonio de Moraes, Francisco de Paula Moraes y Francisco Rodrigues de Campos obtuvieron, del gobierno imperial, la posesión primaria de estas tierras para el desarrollo de la agricultura. En 1922, fueron hechas las primeras plantaciones de café.
Después ser separado del municipio de Campos Novos con el nombre de Patrimonio de Otomânia, la villa fue incorporada al municipio de Marília del cual se desligó en 1938 por medio del Decreto Estatal 9.775, del 30 de noviembre.

## Geografía
Posee un área de 786,406 km².

### Demografía
| Población histórica del municipio | Población histórica del municipio | Población histórica del municipio | Población histórica del municipio |
| Año                               | Población                         |                                   | %±                                |
| --------------------------------- | --------------------------------- | --------------------------------- | --------------------------------- |
| 1940                              | 55 390                            |                                   | —                                 |
| 1946                              | 41 554                            |                                   | −25,0%                            |
| 1950                              | 39 398                            |                                   | −5,2%                             |
| 1958                              | 27 290                            |                                   | −30,7%                            |
| 1960                              | 37 826                            |                                   | 38,6%                             |
| 1970                              | 17 877                            |                                   | −52,7%                            |
| 1980                              | 16 261                            |                                   | −9,0%                             |
| 1991                              | 17 236                            |                                   | 6,0%                              |
| 2000                              | 18 171                            |                                   | 5,4%                              |
| 2010                              | 19 964                            |                                   | 9,9%                              |
| 2022                              | 20 196                            |                                   | 1,2%                              |
| [ 5 ] [ 6 ] [ 7 ]                 |                                   |                                   |                                   |

Datos del Censo - 2000
Población Total: 18.171
- Urbana: 16.722
- Rural: 1.449
- Hombres: 8.993
- Mujeres: 9.178

Densidad demográfica (hab./km²): 23,11
Mortalidad infantil hasta 1 año (por mil): 10,71
Expectativa de vida (años): 74,24
Tasa de fertilidad (hijos por mujer): 2,38
Tasa de Alfabetización: 91,50%
Índice de Desarrollo Humano (IDH-M): 0,816
- IDH-M Salario: 0,734
- IDH-M Longevidad: 0,821
- IDH-M Educación: 0,893

(Fuente: IPEAFecha)

### Hidrografía
- Río del Pescado
- Arroyo Caingangue

### Carreteras
- SP-294

## Administración
- Prefecto: Isabel Cristina Escorce Januário (2017/2020)
- Viceprefecto: José França
- Presidente de la cámara: Márcio Rogério Caffer (2018/2019)

## Religión
El Cristianismo está presente en la ciudad de la siguiente manera:

### Iglesia Católica
La iglesia católica del municipio forma parte de la Diócesis de Marília.

### Iglesia Protestante
En la ciudad están presentes las más diversas creencias evangélicas, principalmente pentecostales, incluidas las Asambleas de Dios de Brasil (la iglesia evangélica más grande del país), Congregación Cristiana, entre otras. Estas denominaciones están creciendo cada vez más en todo Brasil.